# Хаймберг (коммуна)
Хаймберг (нем. Heimberg BE) — коммуна в Швейцарии, в кантоне Берн.
Входит в состав округа Тун. Население составляет 5847 человек (на 31 декабря 2006 года). Официальный код — 0928.